# Niños Mutantes

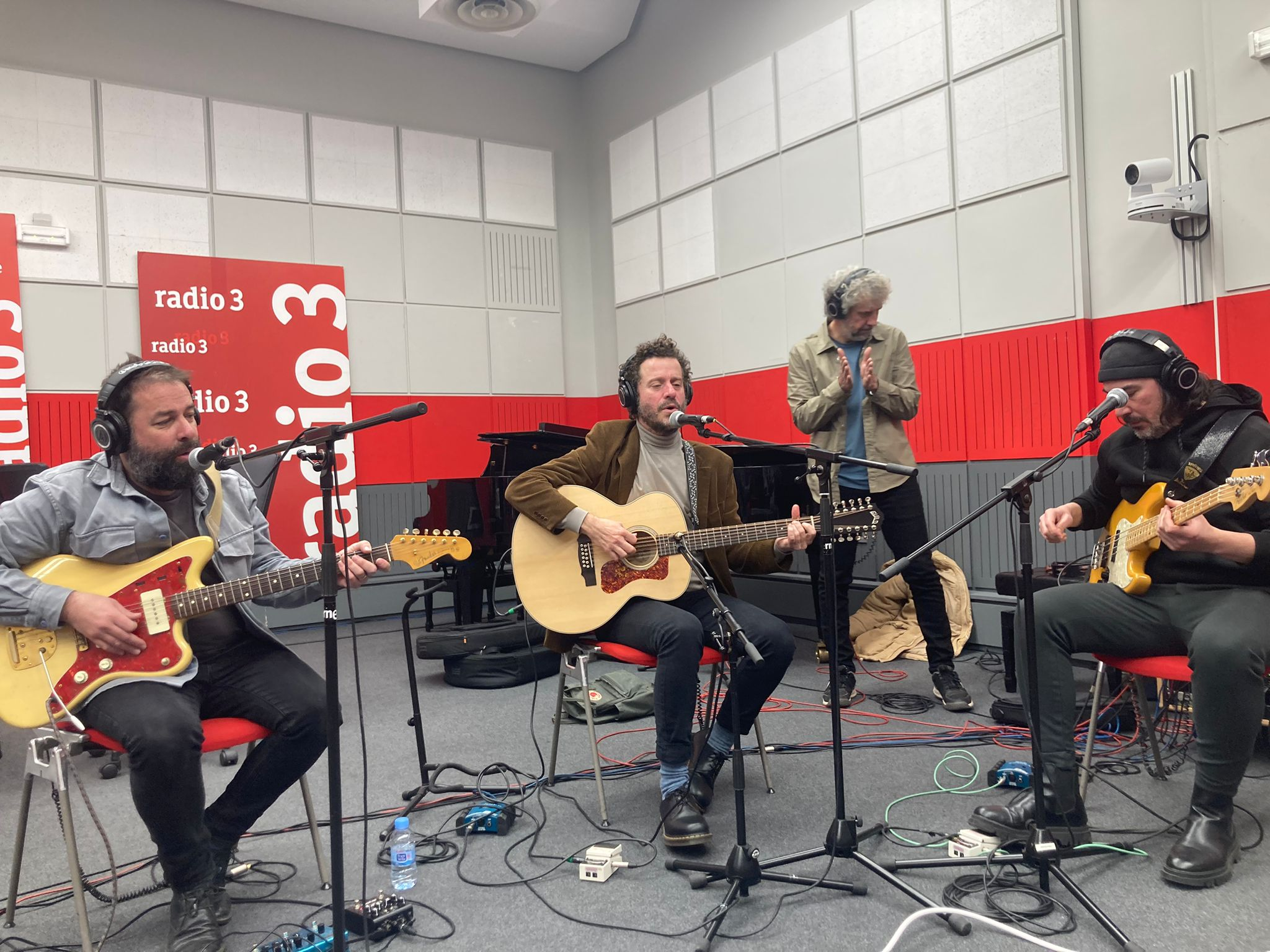
Niños Mutantes, aún sin llegar a los 50, en directo en "Hoy Empieza Todo" de Radio 3.

Niños Mutantes fue una banda española de música indie rock que se formó a mediados de los 90 en la ciudad de Granada.

## Historia

### Los inicios
Nani Castañeda, batería y Miguel Haro, bajista, formaban parte de Mama Baker, un grupo que se había hecho ya con un nombre y un reconocimiento en la escena indie de Granada. Su amigo Juan Alberto Martínez acude con frecuencia a sus ensayos. Es un letrista y escritor de canciones, y poco a poco empiezan a colaborar, considerando la posibilidad de que esa colaboración sea permanente. Hasta que deciden, en lugar de integrarse Juan Alberto en Mama´Baker, formar juntos un grupo paralelo. De esta forma, con formato de trío, inicia su andadura en 1994 Niños Mutantes.
En un principio se dedican a grabar y mover sus maquetas (un total de cinco: cuatro caseras, con su propio equipo, y una en Estudios Bernardi de Granada), que remiten a publicaciones como Rockdelux, Subterfuge, Rock Indiana o Mondo Sonoro, entre otras. Las canciones encuentran buena acogida y obtienen muy buenas críticas, sonando también con cierta frecuencia en emisoras como Canal Sur Radio y Radio 3, especialmente en los programas Diario Pop y Disco Grande, donde son elegidas entre las mejores maquetas del 95 y del 96. Asimismo, van ganando público a través de sus conciertos y participan en numerosos concursos, con bastante éxito (Paranoid, Rock ’m’ Pilas, Diputación de Granada, Oviedo Múltiple o Lagarto Rock, entre otros).
Precisamente tras su participación en el concurso Oviedo Múltiple, en 1996, del que son finalistas, comienzan los contactos con Roberto Nicieza, responsable del sello asturiano Astro Discos. Como resultado de ello, se inicia a finales de 1997 la grabación de su primer disco, que terminan en febrero de 1998,  con la producción de Paco Loco, en los estudios ODDS Sur de El Puerto de Santa María. En abril de 1998 se edita su primer tema, Veneno-polen en el CD recopilatorio "Astro Bueno" (Astro, 1998) que edita la revista Factory. Por fin, ya en julio de ese año, verá la luz su primer disco, un sencillo de cuatro canciones, Niños Mutantes (Astro, 1998).
El corto obtiene muy buenas críticas y el lanzamiento del debut en larga duración no se hace esperar: en octubre de ese mismo año sale a la calle Mano, parque, paseo (Astro, 1998), que contiene catorce canciones muy influenciadas por el rock alternativo americano de principios de los 90 (grupos como Pixies, Pavement o Dinosaur Jr.). El disco resulta un gran éxito de crítica, y pone al grupo, que ya es un cuarteto (en el verano de 1998 se unía al grupo como guitarrista Manolo Requena), definitivamente en circulación, concediendo entrevistas a diferentes medios (Mondo Sonoro, Rock de Lux, El País de las Tentaciones, Popular Uno, etc) y sonando en las principales emisoras del país. Además el vídeo de "Veneno-polen", llega al número 2 de la lista del programa Fórmula Uno del Canal 2 Andalucía y a los primeros puestos de Sol Música. Logros importantes para un grupo que se mueve en el panorama independiente, ayudado, eso sí, por su sonido, guitarrero pero melódico y fácil de escuchar, y por las letras en castellano.

### Hacia la madurez
De esta forma, las ventas funcionan razonablemente bien, y Niños Mutantes actúan, con bastante éxito, en el Festival de Benicassim de 1999, así como en el Contempopránea de ese mismo año. Este mismo verano verá también la luz el segundo single del grupo, “Veneno-polen” (Astro, 1999), en el que la canción titular va acompañada de tres temas inéditos, “Ceja”, “La ardilla roja” y “El sonido de mi corazón” (sobre la base de esta canción harán también una sintonía para el Diario Pop de Jesús Ordovás).
En el medio de la gira de este año, el grupo va preparando lo que serían las canciones de su segundo álbum. Mientras tanto, editan un EP de versiones, Versiones autorizadas (Astro, 2000). Un disco en el que abordan cuatro revisiones de clásicos, sin ninguna otra pretensión que entretenerse mientras van preparando material propio y que, sin embargo, alcanzaría cierto éxito comercial, dándoles cierta repercusión al denegar Depeche Mode el permiso para la adaptación al castellano de su "Enjoy the Silence”, así como los herederos la del “Leave me be” de los Zombis (que finalmente han de grabarse y editarse en inglés). Esto contribuye a crear ya expectación, a la espera del lanzamiento de su segundo largo. Entre tanto, Niños Mutantes se plantean la posibilidad de dar un paso adelante en el sonido, incluyendo teclados, para lo que incluyen un nuevo miembro (en el bajo a veces) Rafael Torres. Por su parte, y con el fin de centrarse ya en Niños Mutantes, Nani Castañeda deja Mama’Baker.

### Otoño en agosto
Finalmente, el segundo disco saldrá en octubre de 2000, con el título de Otoño en agosto (Astro, 2000). En él ya se puede ver la evolución del grupo hacia un sonido más elaborado; con la segunda guitarra y los teclados, el sonido se hace más rico, pero también más oscuro y distorsionado, acercándose más a grupos como Placebo, Suede o Radiohead, sin olvidar sus influencias iniciales. Un disco, en fin, más intimista y un poco menos accesible, al menos en sus primeras escuchas, que los trabajos anteriores. Más maduro, homogéneo y elaborado que su debut. Un paso más cerca de encontrar un sonido personal, que vaya creciendo con el propio grupo, que, además, a partir de aquí, va a ir adquiriendo mayor notoriedad, llegando cada vez a más público en cada entrega.

### Reconocimiento masivo en la escena indie española
Así, continuando con su afición por ir publicando el material en pequeñas dosis, según van teniendo preparados los temas, el grupo editará un par de singles, “Florecer” (Astro, 2000) y “Elévame” (Astro, 2001), y un EP Nuevas conversaciones en el simca (Astro, 2002), para, por fin, sacar a la calle su tercer larga duración: El sol de invierno (Astro, 2002), disco con el que ascienden de forma definitiva a la primera plana del indie en España. Un trabajo mucho más asequible y amable, en el que van integrando, junto a sus influencias habituales de rock alternativo de los primeros 90 o de grupos como Radiohead —cada vez menos presentes— otras muchas, especialmente un toque sesentero en las melodías. La primera edición incluye, además, un DVD que contiene creaciones de varios jóvenes realizadores de cine y publicidad que dan su visión acerca de las canciones como complemento visual a las mismas.
Ya como unos de los grupos más consolidados en el panorama independiente español, y de vuelta definitivamente al formato de trío, vuelven a participar en festivales como Contempopránea o el FIB, y se plantean dar el salto al mercado sudamericano. Así, fieles a su preferencia por los EP, publican hasta cuatro en poco más de un año, ya con un sonido propio que integra nuevas influencias, de grupos como Los Brincos, o de músicos como Neil Young o Wilco: “Las horas perdidas” (Astro, 2004), “Mil disparos” (Astro, 2004), “Capitán cobarde, oso polar y otros cuentos” (Astro, 2005) y “Me da igual lo que te pase” (Astro, 2005). Este último se edita en España junto con una caja en edición limitada y numerada de 1500 ejemplares que incluía ese cuarto single y espacio para los tres anteriores.

### Salto a Hispanoamérica
Con este disco dan el salto definitivo al continente americano, al ser publicado también por Astro México, y, con la vista puesta en este mercado y gracias a la buena acogida obtenida, deciden editar el recopilatorio Canciones para el primer día en la Tierra (Astro, 2005), un larga duración que recoge once de los mejores temas de los sencillos anteriores, resultando, por este motivo, muy heterogéneo y variado, más power popero y melódico y, en definitiva, más accesible que los anteriores. Se edita finalmente también es España, dada la demanda generada y la rapidez con la que se agotó la caja de singles.
Desde entonces, el grupo se centra en sus giras y en la preparación de nuevas canciones, tomándoselo con algo más de calma, incluso dedicados a otras actividades como el libro de poemas publicado por Juan Alberto y, mientras, editando un recopilatorio titulado Grandes éxitos de otros (Astro , 2007) en el que recuperan las versiones de otros músicos que el grupo ha ido realizando a lo largo de su carrera, empezando por su EP Versiones autorizadas entero y, eso sí, con la versión de Depeche Mode adaptada al fin al castellano, además de las aparecidas en homenajes como los de Alaska, 091, Mecano, y completando el disco con alguna canción nueva, como la versión de “Como yo te amo” de Raphael, que el grupo venía realizando ya en directo, entre otras.

### Todo es el momento
El nuevo disco de Niños Mutantes no llegará hasta 2008, editándose en abril de ese año con el nombre de Todo es el momento (Astro, 2008), y producido por el ex de Los Enemigos Fino Oyonarte. Un disco mucho más suave, con elementos folks, y que incorpora arreglos nunca antes introducidos por el grupo, con instrumentos como violonchelo, trompetas o sintetizadores. Entra a formar parte de la banda un nuevo guitarrista, Andrés López. De esta forma, parece que la tendencia en las composiciones del grupo es la de ir cada vez suavizando sus canciones, prestando, como siempre, atención a sus letras pero esta vez arropándolas con sonidos más cálidos e intimistas, acústicos, con unas mayores influencias folk, y domesticando ese sonido de guitarras afiladas que era seña de identidad de este grupo desde sus inicios, y aún presente, si bien más pulido, en algunas de las canciones.

## Discografía

### LP
| Año de publicación | Título                                    | Discográfica  |
| 1998               | Mano, parque, paseo                       | Astro Discos  |
| 2000               | Otoño en agosto                           | Astro Discos  |
| 2002               | El sol de invierno                        | Astro Discos  |
| 2005               | Canciones para el primer día en la Tierra | Astro Discos  |
| 2007               | Grandes éxitos de otros                   | Astro Discos  |
| 2008               | Todo es el momento                        | Astro Discos  |
| 2010               | Las noches de insomnio                    | Ernie Records |
| 2012               | Náufragos                                 | Ernie Records |
| 2014               | El futuro                                 | Ernie Records |
| 2016               | Mutanciones                               | Ernie Records |
| 2017               | Diez                                      | Ernie Records |
| 2020               | Ventanas                                  | Ernie Records |
| 2022               | Cuchillos y diamantes                     | Ernie Records |

### EP
| Año de publicación | Título                                     | Discográfica  |
| 1998               | Niños Mutantes                             | Astro Discos  |
| 1999               | Veneno-polen                               | Astro Discos  |
| 2000               | Versiones autorizadas                      | Astro Discos  |
| 2000               | Florecer                                   | Astro Discos  |
| 2001               | Elévame                                    | Astro Discos  |
| 2002               | Nuevas conversaciones en el Simca          | Astro Discos  |
| 2004               | Las horas perdidas                         | Astro Discos  |
| 2005               | Mil disparos                               | Astro Discos  |
| 2005               | Capitán cobarde, oso polar y otros cuentos | Astro Discos  |
| 2005               | Me da igual lo que te pase                 | Astro Discos  |
| 2008               | Te favorece tanto estar callada            | Astro Discos  |
| 2011               | Animales                                   | Ernie Records |